# Comando operativo di vertice interforze
Il Comando operativo di vertice interforze (COVI) è un organismo alle dirette dipendenze del capo di stato maggiore della difesa  che esercita la pianificazione, il coordinamento e la direzione delle operazioni militari delle forze armate italiane, e sulle esercitazioni interforze e multinazionali e tutte le attività ad esse collegate.
Tramite il COVI il capo di Stato maggiore della Difesa è in grado di esercitare la sua funzione di Comandante operativo delle forze armate.
Dal 2021 assume nuove funzioni, per agevolare il comando nelle operazioni nei 5 domini (terra, mare, cielo, spazio e cibernetico).

## Storia
Previsto dalla legge 18 febbraio 1997, n. 25 di ristrutturazione dei vertici delle forze armate italiane, come COI, venne costituito nell'agosto 1997 come Comando responsabile dell’organizzazione militare e in particolare della pianificazione, della predisposizione e dell’impiego, e assunse capacità operativa nel marzo 1998.
Nel luglio 2021, a seguito dell'adeguamento dell’architettura organizzativa della Difesa, intesa a superare il concetto interforze per abbracciare quello del multi-dominio (terra, mare, cielo, spazio e cibernetico), subisce una rimodulazione e acquisisce nuove mansioni, assumendo la denominazione COVI.

## Compiti e funzioni
Il COVI è un organismo totalmente interforze, cioè composto in ogni sua componente da personale militare delle quattro Forze armate, assegnato con criteri di proporzionalità, oltre che da personale civile della Difesa.
Il COVI concorre alla pianificazione generale della difesa, sviluppa la dottrina operativa, effettua la pianificazione operativa e dirige le operazioni ed esercitazioni interforze. Sviluppa le metodologie per la simulazione degli scenari strategici ed operativi, analizza le attività traendone ammaestramenti ed elaborando correttivi. Fornisce il contributo alla elaborazione della dottrina NATO e di altre Organizzazioni Internazionali.
È inoltre deputato a svolgere la funzione di Comando nazionale per i teatri di operazione.
Il COVI è inoltre l'organo deputato, a livello nazionale, a gestire l'esecuzione di concorsi delle Forze armate, compresa l'Arma dei carabinieri, e le richieste avanzate dalle autorità istituzionali e territoriali in occasione di calamità naturali o eventi straordinari.
Dal 2021 diviene punto di raccordo non solo delle componenti operative terra, cielo e mare, ma anche delle operazioni speciali, dello spazio extra-atmosferico e di quello cibernetico, con la supervisione su Comando interforze per le operazioni delle forze speciali (Cofs), Comando per le operazioni in rete (Cor) e Comando delle operazioni spaziali (Cos).

## Sede
La sede del COVI è ubicata a Roma all'interno dell'ex aeroporto militare di Centocelle "Francesco Baracca" in Via di Centocelle nº 301.

## Organizzazione
Il comandante ha alle dirette dipendenze i seguenti organismi:
- Ufficio del comandante
- Vice Comandante
- Capo di stato maggiore
  - Reparto operazioni
  - Reparto supporto operativo
  - Reparto Pianificazione ed Esercitazioni
- Ufficio Legale (guidato da un Ufficiale Generale dell’Arma dei Carabinieri)
- Ufficio personale advisor/Subject Matter Expert, con mansioni di consulenza per le materie/attività di rapporti con la stampa, medicina, politica e gender.
- Quartier generale

Il Comandante del COVI è coadiuvato da Ufficiali Generali/Ammiragli con la funzione di collegamento e di consulenza sugli aspetti relativi all'expertise e alle competenze della Forza Armata/Comando Generale dell’Arma dei Carabinieri/Comando Generale della Guardia di Finanza, Ministeri e Agenzie di appartenenza.
Alle dipendenze del Vice Comandante operativo di Vertice Interforze è posto l’Italian Joint Force Headquarters (ITA-JFHQ).

### I reparti
Reparto Operazioni  (RO)
Il Reparto Operazioni è responsabile della condotta delle operazioni nazionali e internazionali; da luglio 2022 è comandato dal Gen. di S.A. Achille Fernando Cazzaniga.
Reparto Supporto operativo (RSO)
Il Reparto Supporto Operativo è responsabile del supporto ai contingenti nazionali schierati nelle aree di operazioni fuori dai confini nazionali o alle unità delle Forze Armate impegnate in esercitazioni joint e internazionali; a ottobre 2022 è comandato dal Gen. di Div. (EI) Domenico Ciotti.
Reparto Pianificazione ed Esercitazioni (RPE)
Il Reparto Pianificazione ed Esercitazioni guida la pianificazione delle operazioni militari e delle esercitazioni interforze, sia in ambito nazionale sia internazionale; a ottobre 2022 è comandato dall'Amm. di Div. Fabio Agostini.
Italian Joint Force Headquarters (ITA-JFHQ)
L'Italian Joint Force Headquarters è un comando interforze permanentemente attivato, ad alta prontezza operativa, rapidamente schierabile e in grado di immettersi con breve preavviso nelle aree di crisi in tutto il mondo, assumendo la funzione di comando e controllo degli assetti terrestri, marittimi e aerei resi disponibili per l’assolvimento dei compiti assegnati; dal 30 giugno 2020 il comandante è il Gen. di Brig. par. inc. Giuseppe Faraglia.

## Vertici
Il 26 luglio 2021 l'allora comandante, gen. Luciano Portolano, riceve la 4ª stella funzionale (generale di corpo d'armata con incarichi speciali), in virtù delle nuove funzioni e per la rilevanza dell’incarico di Comandante del nuovo COVI.
Comandante
Dal 10 gennaio 2025 il comandante del COVI è il generale di corpo d'armata con incarichi speciali Giovanni Maria Iannucci.
Vicecomandante
Dal 7 ottobre 2024 il vicecomandante del COVI è il Generale di Squadra Aerea Achille Cazzaniga.
Capo di Stato Maggiore
L’attuale Capo di Stato Maggiore del COVI è l'Ammiraglio di Divisione Fabio Agostini.

## I Comandanti
COI
|    | Nome                                         | Inizio del mandato | Termine del mandato |
| -- | -------------------------------------------- | ------------------ | ------------------- |
| 1  | Gen. C.A. Giuseppe Orofino                   | 13 agosto 1997     | 7 agosto 2001       |
| 2  | Gen. C.A. Carlo Cabigiosu                    | 7 agosto 2001      | 23 giugno 2002      |
| 3  | Gen. C.A. Filiberto Cecchi                   | 23 giugno 2002     | 11 luglio 2005      |
| 4  | Gen. C.A. Fabrizio Castagnetti               | 11 luglio 2005     | 5 settembre 2007    |
| 5  | Gen. C.A. Mauro Del Vecchio                  | 5 settembre 2007   | 7 marzo 2008        |
| 6  | Gen. C.A. Giuseppe Valotto                   | 7 marzo 2008       | 17 settembre 2009   |
| 7  | Gen. S.A. Tommaso Ferro                      | 17 settembre 2009  | 10 maggio 2010      |
| 8  | Gen. C.A. Giorgio Cornacchione               | 10 maggio 2010     | 6 febbraio 2012     |
| 9  | Gen. C.A. Marco Bertolini                    | 6 febbraio 2012    | 1º luglio 2016      |
| 10 | Amm. Sq. Giuseppe Cavo Dragone               | 1º luglio 2016     | 20 giugno 2019      |
| 11 | Gen. D.A. Nicola Lanza de Cristoforis (f.f.) | 21 giugno 2019     | 1º settembre 2019   |
| 12 | Gen. C.A. Luciano Portolano                  | 2 settembre 2019   | 25 luglio 2021      |

COVI
|   | Nome                                    | Inizio del mandato | Termine del mandato |
| - | --------------------------------------- | ------------------ | ------------------- |
| 1 | Gen. C.A.i.s. Luciano Portolano         | 26 luglio 2021     | 8 ottobre 2021      |
| 2 | Gen. S.A. Silvano Frigerio (f.f.)       | 9 ottobre 2021     | 26 dicembre 2021    |
| 3 | Gen. C.A.i.s. Francesco Paolo Figliuolo | 26 dicembre 2021   | 19 dicembre 2024    |
| 4 | Gen. S.A. Achille Cazzaniga (f.f.)      | 19 dicembre 2024   | 9 gennaio 2025      |
| 5 | Gen. C.A.i.s. Giovanni Maria Iannucci   | 10 gennaio 2025    | in carica           |